# Dolichoderus
Dolichoderus är ett släkte av myror. Dolichoderus ingår i familjen myror.

## Bildgalleri

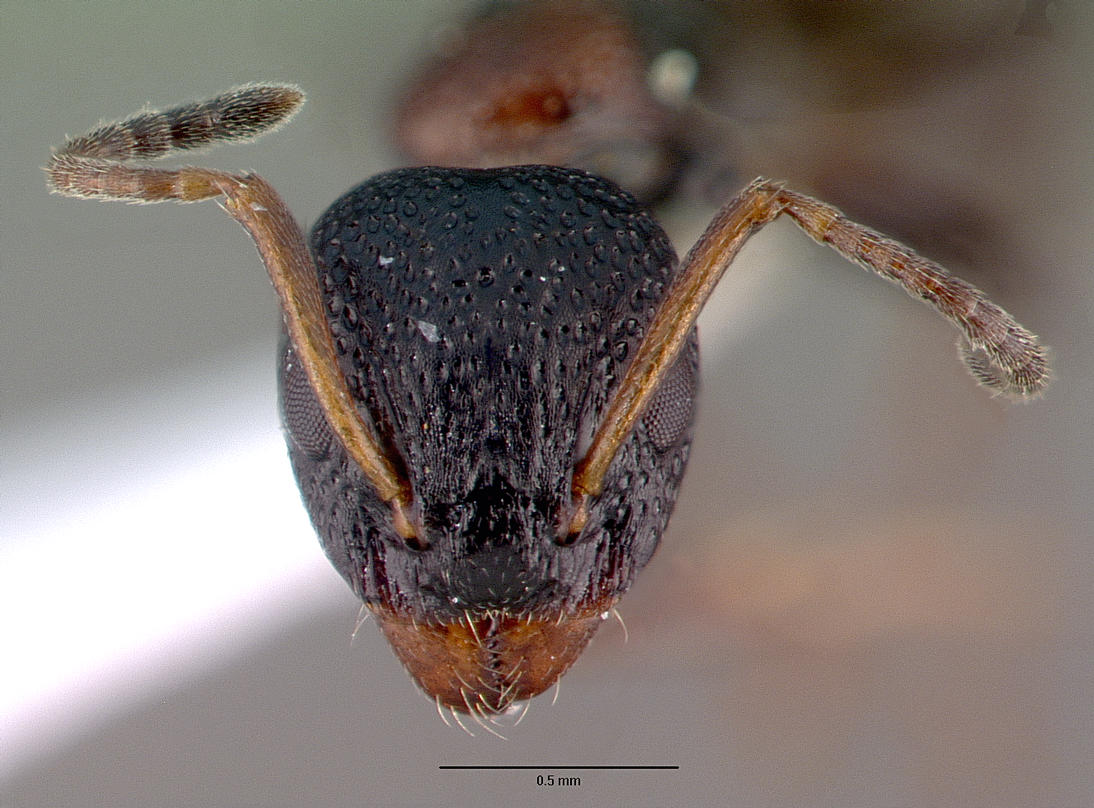
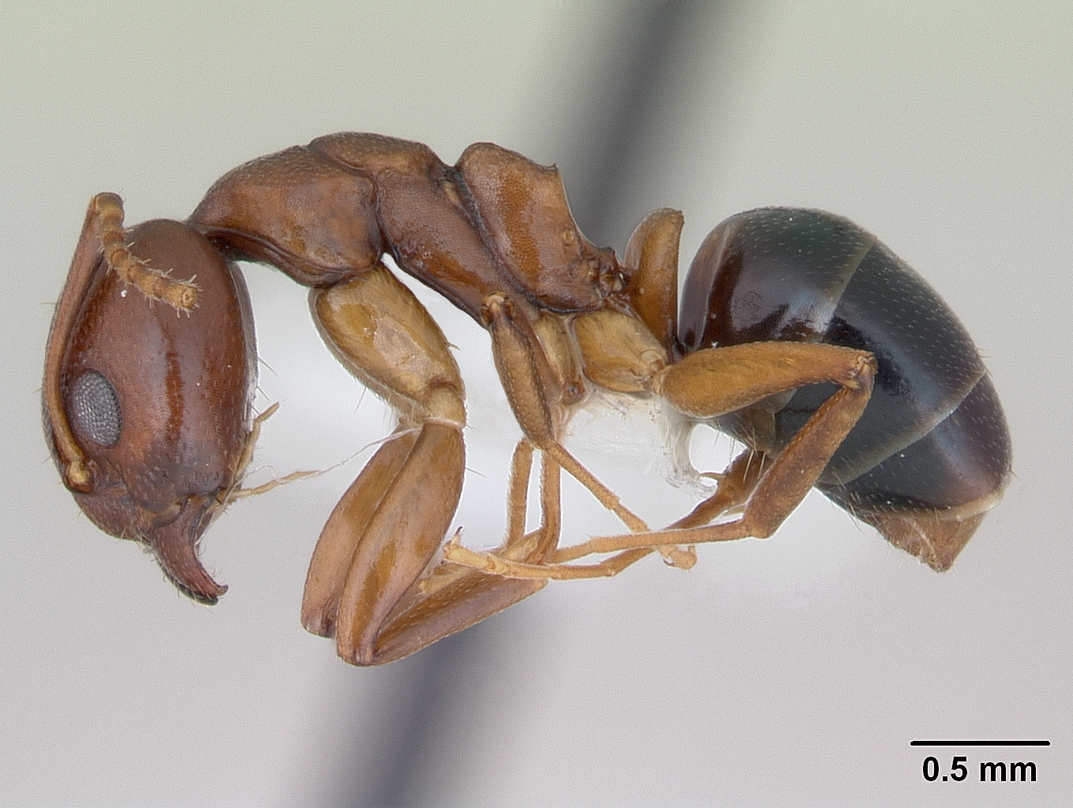
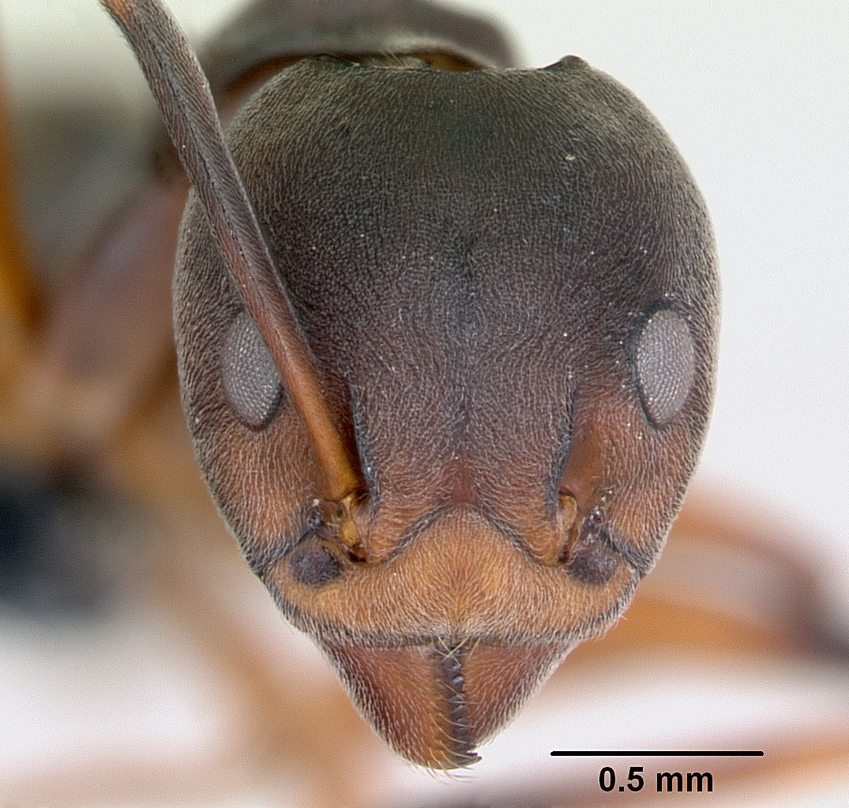
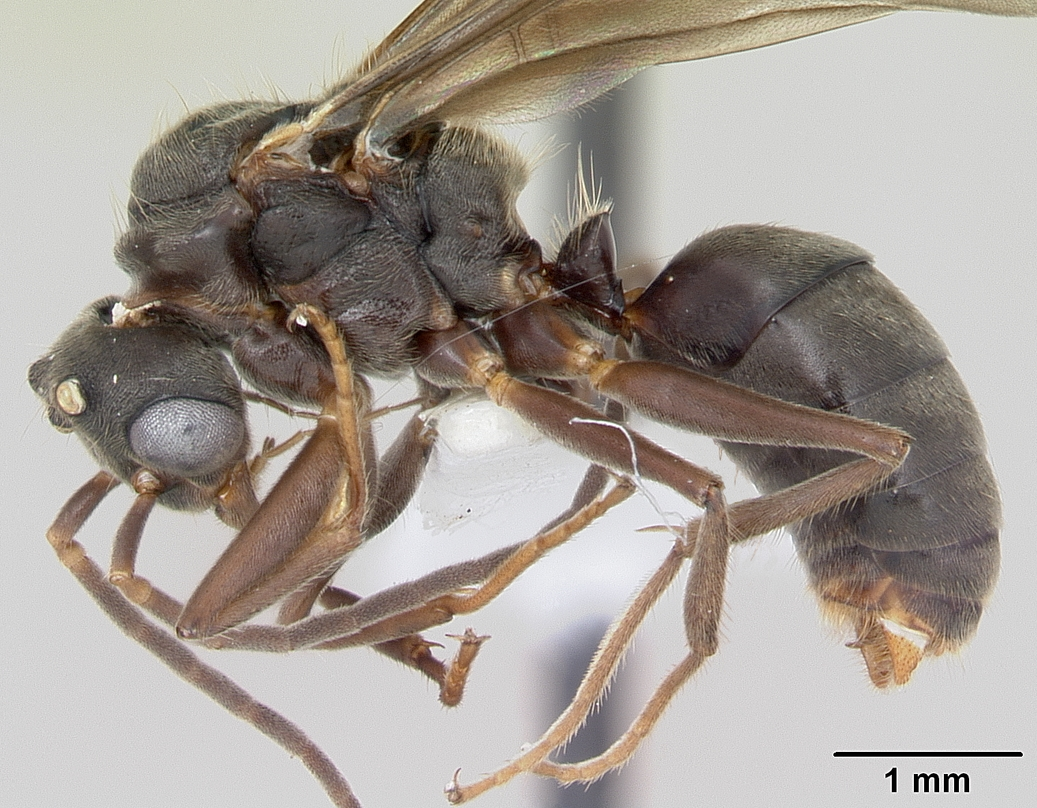
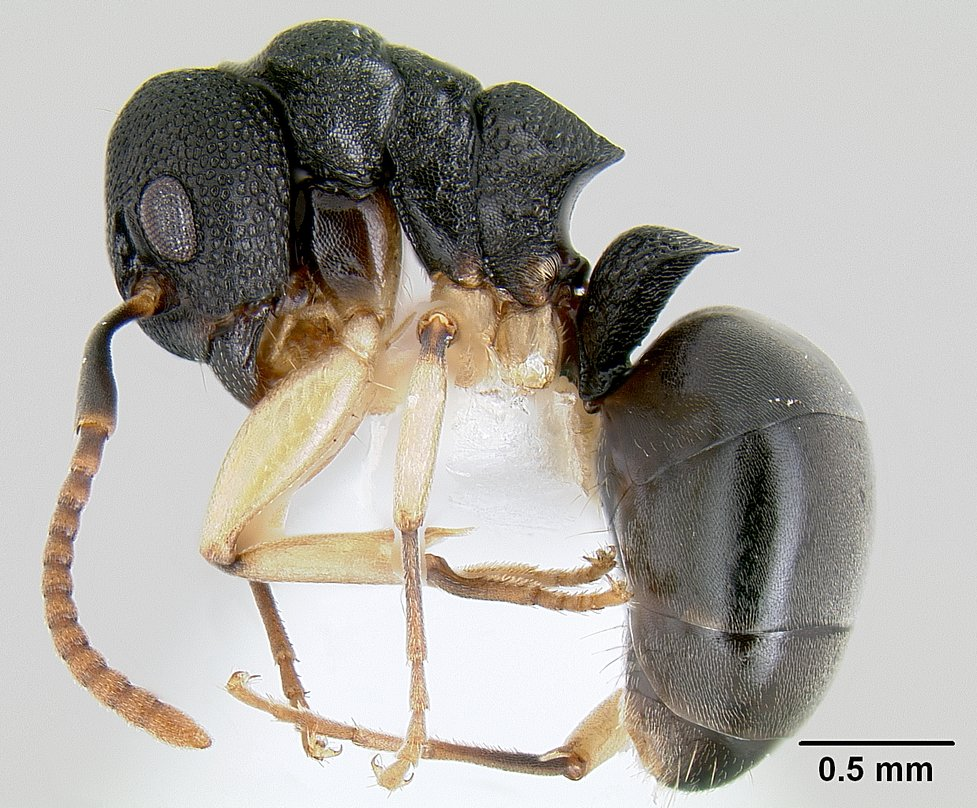

## Dottertaxa tillDolichoderus, i alfabetisk ordning[1][2]
- Dolichoderus abruptus
- Dolichoderus affectus
- Dolichoderus affinis
- Dolichoderus andinus
- Dolichoderus anglicus
- Dolichoderus angusticornis
- Dolichoderus anthracinus
- Dolichoderus antiquus
- Dolichoderus armstrongi
- Dolichoderus attelaboides
- Dolichoderus australis
- Dolichoderus baenae
- Dolichoderus balticus
- Dolichoderus beccarii
- Dolichoderus bidens
- Dolichoderus bispinosus
- Dolichoderus brevis
- Dolichoderus britannicus
- Dolichoderus bruneti
- Dolichoderus burmanicus
- Dolichoderus butteli
- Dolichoderus carbonarius
- Dolichoderus caribbaeus
- Dolichoderus clarki
- Dolichoderus clusor
- Dolichoderus cogitans
- Dolichoderus coniger
- Dolichoderus coquandi
- Dolichoderus cornutus
- Dolichoderus crawleyi
- Dolichoderus curvilobus
- Dolichoderus cuspidatus
- Dolichoderus debilis
- Dolichoderus decollatus
- Dolichoderus dentatus
- Dolichoderus dibolius
- Dolichoderus diversus
- Dolichoderus doloniger
- Dolichoderus doriae
- Dolichoderus elegans
- Dolichoderus epetreius
- Dolichoderus erectilobus
- Dolichoderus explicans
- Dolichoderus extensispinus
- Dolichoderus feae
- Dolichoderus fernandezi
- Dolichoderus ferrugineus
- Dolichoderus formosus
- Dolichoderus furcifer
- Dolichoderus gagates
- Dolichoderus germaini
- Dolichoderus ghilianii
- Dolichoderus gibbifer
- Dolichoderus gibbus
- Dolichoderus glauerti
- Dolichoderus goudiei
- Dolichoderus gurnetensis
- Dolichoderus haradae
- Dolichoderus imitator
- Dolichoderus indrapurensis
- Dolichoderus inermis
- Dolichoderus inpai
- Dolichoderus intermedius
- Dolichoderus jacobsoni
- Dolichoderus kutschlinicus
- Dolichoderus lactarius
- Dolichoderus lamellosus
- Dolichoderus laminatus
- Dolichoderus laotius
- Dolichoderus laurae
- Dolichoderus lobicornis
- Dolichoderus longicollis
- Dolichoderus longipennis
- Dolichoderus luederwaldti
- Dolichoderus lugens
- Dolichoderus lujae
- Dolichoderus lutosus
- Dolichoderus mariae
- Dolichoderus mesonotalis
- Dolichoderus mesosternalis
- Dolichoderus modiglianii
- Dolichoderus moggridgei
- Dolichoderus monoceros
- Dolichoderus mucronifer
- Dolichoderus nigricornis
- Dolichoderus nitidus
- Dolichoderus obliteratus
- Dolichoderus occidentalis
- Dolichoderus omacanthus
- Dolichoderus oviformis
- Dolichoderus ovigerus
- Dolichoderus parvus
- Dolichoderus passalomma
- Dolichoderus patens
- Dolichoderus piceus
- Dolichoderus plagiatus
- Dolichoderus primitivus
- Dolichoderus prolaminatus
- Dolichoderus pustulatus
- Dolichoderus quadridenticulatus
- Dolichoderus quadripunctatus
- Dolichoderus reflexus
- Dolichoderus rohweri
- Dolichoderus rosenbergi
- Dolichoderus rufescens
- Dolichoderus rugosus
- Dolichoderus satanus
- Dolichoderus scabridus
- Dolichoderus schulzi
- Dolichoderus scrobiculatus
- Dolichoderus sculpturatus
- Dolichoderus semirugosus
- Dolichoderus septemspinosus
- Dolichoderus setosus
- Dolichoderus shattucki
- Dolichoderus sibiricus
- Dolichoderus siggii
- Dolichoderus smithi
- Dolichoderus spinicollis
- Dolichoderus spurius
- Dolichoderus sulcaticeps
- Dolichoderus superaculus
- Dolichoderus taprobanae
- Dolichoderus taschenbergi
- Dolichoderus tauricus
- Dolichoderus tertiarius
- Dolichoderus thoracicus
- Dolichoderus tricolor
- Dolichoderus tricornis
- Dolichoderus tristis
- Dolichoderus tuberifer
- Dolichoderus turneri
- Dolichoderus validus
- Dolichoderus varians
- Dolichoderus vectensis
- Dolichoderus vexillarius
- Dolichoderus voraginosus
- Dolichoderus ypsilon